# Michelle Colli
Michelangelo Alessandro Colli-Marchi, o Michele Angelo Alessandro Colli-Marchei, o Michael Colli (Vigevano 1738 – Florencia 22 de diciembre de 1808), fue un general y diplomático al servicio de Austria que lideró el ejército del Reino de Cerdeña-Piamonte durante tres años, incluyendo la fracasada campaña contra Napoleon Bonaparte en 1796.

## Inicios de su carrera
Nacido en Lombardía en 1738, Colli se enroló en el ejército de la casa de Habsburgo como oficial de infantería en 1756 a la edad de 18 años. Durante la Guerra de los Siete Años, peleó en la Batalla de Praga en 1757 y en la Batalla de Torgau en 1760, y fue herido en la acción posterior. Recibió el título de noble Freiherr en 1764. En la Guerra de Sucesión Bávara lideró un batallón del Regimiento 48 de Infantería de Caprara con el rango de mayor. En 1779 fue nombrado oberst (coronel). Durante la Guerra Austro-Turca de 1787-1791 peleó en Osijek y Belgrado, donde fue herido nuevamente. Recibió el ascenso a general-mayor en diciembre de 1788. A partir de 1789 comandó la fortaleza de Josefov (Josefstadt).
Colli era delgado, de estatura normal y con grandes ojos azules. Sus contemporáneos lo describen como inteligente, valiente y con sangre fría bajo fuego. A veces tenía que ser transportado en una camilla a causa de sus heridas de guerra.

## Servicio Italiano

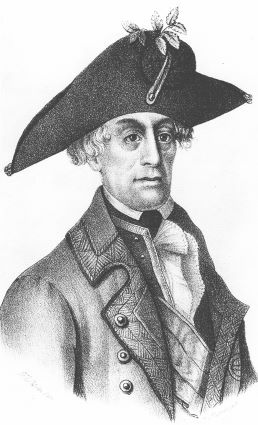
Johann Peter von Beaulieu, general del ejército de Astria (1725-1819)

En 1793, el gobierno Austríaco transfirió a Colli al ejército Sardo-Piamontés y lo promovió a Feldmarschal-Leutnant en diciembre. En este puesto lideró al ejército Sardo desde 1793 a 1796. Lideró a los soldados piamonteses en la acción de Saorge el 12 de junio de 1793 y nuevamente el 24 de abril de 1794. En noviembre de 1795 luchó en la Batalla de Loano. Las relaciones entre el reino Sardo y sus aliados los austriacos eran extrañas. Como soldado austríaco liderando un ejército extranjero, Colli sentía que estaba en una situación incómoda, trabajando para dos amos.
En la primavera de 1796, el Emperador Francisco II de Austria, nombró al amigo de Colli, Johann Beaulieu, para liderar el ejército austríaco en Piamonte. Pero debido a que el gobierno austríaco dio a Beaulieu instrucciones secretas que le advertían de no confiar en los piamonteses, los dos generales fueron incapaces de elaborar una estrategia de aliados coherente. Cuando Beaulieu lanzó un ataque sobre el flanco derecho del ejército francés, Bonaparte inmediatamente atacó entre los ejércitos austríacos y Sardos. En la Campaña de Montenotte, el general francés mutiló al ejército austríaco y lo condujo al noreste, para luego regresar al oeste y presionar sin descanso la retaguardia piamontesa. La retaguardia de Colli se defendió hábilmente en la Batalla de Ceva y en San Michele Mondovi, pero los piamonteses fueron fuertemente abatidos en la Batalla de Mondovì el 21 de abril.
Al firmarse el armisticio de Cherasco el 28 de abril, el rey Victor Amadeus III de Cerdeña llevó a su país fuera de la Primera Coalición. Esto dejó a Colli fuera de sus obligaciones hacia Piamonte y se unió al ejército de Beaulieu como comandante de división. Desde que dirigió a los soldados del flanco norte en la retirada de Milán y Cassano d'Adda, fue derrotado en la Batalla de Lodi en mayo. Los deberes de Colli con el ejército austríaco en Italia terminaron cuando el Feldmarschall Dagobert von Wurmser reemplazó a Beaulieu a principios de julio.
El siguiente año encontró a Colli liderando el ejército de los Estados Papales. Una fuerza francesa liderada por Claude Victor se estrelló contra las nuevas tropas de Colli en la Batalla de Castel Bolognese el 3 de febrero de 1797, forzando al Papa Pio VI a pedir la paz. 
Colli también sirvió en el ejército del Reino de Nápoles. Desde 1804 a 1807 sirvió como enviado austríaco en Italia y murió en Florencia el 22 de diciembre de 1808.